# Kleiner Eichen-Borkenkäfer
Der Kleine Eichen-Borkenkäfer (Taphrorychus villifrons) ist ein Rüsselkäfer aus der Unterfamilie der Borkenkäfer (Scolytinae). Da er seine Brutsysteme in der Rinde der Wirtsbäume anlegt, wird er den Rindenbrütern zugerechnet.

## Merkmale

### Allgemein
Die Käfer werden 1,8 bis 2,3 Millimeter lang und haben einen schwarzbraunen, glänzenden, zylinderförmigen Körper. Der Halsschild ist so lang wie breit, vorn schmaler werdend, mit Reihen feiner Höckerchen und verdeckt von oben gesehen den Kopf. Der Spitzenrand der Flügeldecken ist, von unten gesehen, einfach, unmittelbar das Abdomen umfassend. Die Flügeldecken sind am Absturz nur sehr fein und undeutlich punktiert. Der Absturz hat höchstens fünf bis sechs, auf dem dritten und fünften Zwischenraum drei bis fünf feine Höcker. Die parallelen Flügeldecken sind mit dichten Punktreihen versehen und glänzen. Das Abdomen bleibt ab dem zweiten Sternit zum Ende hin gerade. Das dritte Tarsenglied ist zylindrisch geformt. Fühler und Beine sind gelb.
Männliche und weibliche Tiere unterscheiden sich im Aussehen (Sexualdimorphismus). Bei den Männchen ist der Absturz flach, mit deutlichen Höckerchen. Die Stirn ist fein gekörnt und schwach behaart. Bei den Weibchen ist der Absturz gewölbt. Er hat neben der Naht je eine undeutliche schwache Furche, ist matt und weist drei Reihen schwach sichtbarer Höcker auf. Die Stirn hat einen dichten, kurzen, gelben Haarkranz.

## Verbreitung
Die Art ist in Südeuropa, auf der Krim und im Kaukasus verbreitet.

## Lebensweise
Taphrorychus villifrons kommt an Eichen (Quercus) und gelegentlich an  Buchen (Fagus), Hainbuchen (Carpinus), Feldahorn (Acer campestre), Ulmen (Ulmus), Rosskastanie (Aesculus hippocastanum), Castanea vesca, Padus und Vogel-Kirsche (Prunus avium) vor. Er besiedelt die Rinde der Bäume. Das Fraßbild besteht aus verzweigten Muttergängen, von denen die Larvengänge seitlich abgehen. Die Tiere sind polygam. Es gibt zwei Generationen im Jahr, die Flugzeit ist im März und Juli.

### Neozoon?
Der Käfer wurde 2005 zum ersten Mal in Bayern nachgewiesen. Es handelt sich um eine südeuropäische Art (?), deren Verbreitungsschwerpunkt rund um das Mittelmeer liegt und die von Südosten über die Slowakei und Ungarn bis nach Österreich einstrahlt. Die Art ist wahrscheinlich auch in Deutschland heimische und breitet sich im Zuge der Klimaerwärmung aus. Im Rahmen eines LWF-Projekts konnten in Unterfranken die ersten Exemplare in Lichtfallen gefangen werden. Aus Deutschland sind bisher nur sechs verstreute Fundorte bekannt geworden. Da es sich überwiegend um Wärmestandorte handelt, ist davon auszugehen, dass es sich bei diesem „Neubürger“ nicht um eine eingeschleppte Art handelt, sondern dass der Käfer schon immer an geeigneten Standorten in kleinen Populationen vorhanden war, aber wegen seiner großen Ähnlichkeit mit dem Kleinen Buchenborkenkäfer (Taphrorychus bicolor) bisher nicht erkannt wurde. Begünstigt durch die Klimaerwärmung wird er vermutlich vermehrt in höheren Populationen auftreten und deshalb häufiger nachgewiesen werden. In Deutschland wurde er bisher ausschließlich an Stieleiche festgestellt. Der durch Trockenheit und häufigen Fraß durch Laubholzraupen verursachte Stress für die Eichen könnte durch die Zunahme und Ausbreitung dieser Art deutlich erhöht werden.

## Systematik

### Synonyme
Aus der Literatur sind für Taphrorychus villifrons folgende Synonyme bekannt:
- Bostrichus villifrons Dufour, 1843
- Bostrichus bulmenrinqui Kolenati, 1846
- Dryocoetes capronatus Perris, 1866
- Taphrorychus roubali Pfeffer, 1940
- Taphrorychus schimitscheki Eggers, 1940
- Taphrorychus coronatus Eggers, 1944
- Taphrorychus splendens Sokanovskiy, 1956